# Bdellouroidea
Super-famille
Les Bdellouroidea sont une super-famille de vers plats aquatiques de l'ordre des Tricladida (infra-ordre des Maricola).

## Systématique
Le nom valide complet (avec auteur) de ce taxon est Bdellouroidea Diesing, 1862.

### Liste des familles
Selon la base de données World Register of Marine Species (3 février 2024), la super-famille des Bdellouroidea comporte les deux familles suivantes :
- la famille des Bdellouridae Diesing, 1862 ;
- la famille des Uteriporidae Böhmig, 1906.

### Publication originale
(de) Karl Moritz Diesing, « Revision der Turbellarien. Abteilung: Rhabdocoelen », Sitzungsberichte der mathematisch-naturwissenschaftliche Classe der Kaiserlichen Akademie der Wissenschaften, vol. 45, 1862, p. 191-318 lire